# A vágyak szigete
A vágyak szigete (eredeti cím: Fantasy Island) 2020-ban bemutatott amerikai horrorfilm, amelynek forgatókönyvírója és rendezője Jeff Wadlow. Az ABC 1977-es azonos című televíziós sorozatának újragondolása és előzménye. A főbb szerepekben Michael Peña, Maggie Q, Lucy Hale, Austin Stowell, Portia Doubleday, Jimmy O. Yang, Ryan Hansen és Michael Rooker látható.
Az Amerikai Egyesült Államokban 2020. február 14-én mutatták be a Sony Pictures Television forgalmazásában, Magyarországon egy nappal hamarabb, február 13-án jelenítette meg az InterCom Zrt.. Általánosságban negatív véleményeket kapott a kritikusoktól. Ennek ellenére bevételi szempontból sikeresen teljesített; világszerte 48 millió dolláros bevételt hozott a 7 millió dolláros gyártási költségvetésével szemben.

## Cselekmény
Valahol a Csendes-óceán egy elhagyott részén egy különleges intézmény működik egy csodálatos szigeten. Az itt dolgozóknak csupán egy feladatuk van: hogy aki a szigetre jön, annak megvalósuljon élete legelérhetetlenebb, legcsodásabb, legmerészebb álma. Mindenki csupán egyetlen lehetőséget kap, de aki eljut ide, az nem marad ki abból, amire vágyik – nincs határ, nincs korlát, nincs szabály.
A szigetet egy titokzatos tudós vezeti, aki minden érkezőhöz egyformán kedves, ám végül, mindenkivel egyformán szigorú.
Mert az álmok valóra válhatnak – de rettenetes árat kell fizetni értük.

## Szereplők
- Michael Peña, mint Roarke, a Vágyak szigete rejtélyes "gazdája" és Julia férje.
- Maggie Q, mint Gwen Olsen, üzletasszony, aki ellátogat a szigetre, hogy megvalósítsa álmait.
- Lucy Hale, mint Melanie Cole, zavart lány, aki ellátogat a szigetre, hogy megvalósítsa álmát, hogy bosszút álljon egy gyermekkori ellensége ellen.
- Austin Stowell, mint Patrick Sullivan, a volt rendőr, aki ellátogat a szigetre, hogy megvalósítsa álmát, háborúba lép az apja tiszteletére.
- Portia Doubleday, mint Sloane Madison, Melanie gyermekkori ellensége, akit elrabolnak és a szigetre küldenek.
- Jimmy O. Yang, mint Brax "T", JD meleg fivére, aki meglátogatja a szigetet, hogy megvalósítsa álmát, hogy "mindent megszerez".
- Ryan Hansen, mint JD Weaver, Brax idősebb testvére, aki ellátogat a szigetre, hogy megvalósítsa álmát, hogy „mindent megkap”.
- Michael Rooker, mint Damon, a magánnyomozó, a Vágyak szigetén nyomoz.
- Parisa Fitz-Henley, mint Julia Roarke, Roarke elhunyt felesége, aki álában személyes asszisztenseként jelenik meg a szigeten.
- Mike Vogel, mint Sullivan, Patrick elhunyt apja, aki visszatér az utolsó háborús missziójába, mielőtt meghal.
- Evan Evagora, mint Nick Taylor.
- Robbie Jones, mint Allen Chambers.
- Kim Coates mint Devil Face.
- Ian Roberts, mint Dr. Tortue.
- Charlotte McKinney mint Chastity.

## Filmzene
Az összes szám szerzője McCreary. 
| 1.      | You Are One of My Guests   | 1:37 |
| 2.      | Arrival                    | 3:45 |
| 3.      | Regret Is a Disease        | 2:26 |
| 4.      | Your Fantasy Begins Now    | 5:47 |
| 5.      | No Soldier                 | 5:45 |
| 6.      | The Life You Wanted        | 2:51 |
| 7.      | Panic Room                 | 2:30 |
| 8.      | Dog Tags                   | 3:26 |
| 9.      | Brax Makes His Move        | 2:44 |
| 10.     | You Deserve It             | 2:04 |
| 11.     | The Heart of the Island    | 4:38 |
| 12.     | Fighting                   | 4:28 |
| 13.     | A Devil, a Pig and a Clown | 6:36 |
| 14.     | Not My Fantasy             | 2:58 |
| 15.     | The Island’s Secret        | 8:49 |
| 16.     | In the Cave                | 4:24 |
| 17.     | Hate in My Heart           | 3:05 |
| 18.     | Every Guest Gets a Fantasy | 6:01 |
| 19.     | What Happens Now           | 2:40 |
| 1:11:01 |                            |      |